# 龍門大酒樓

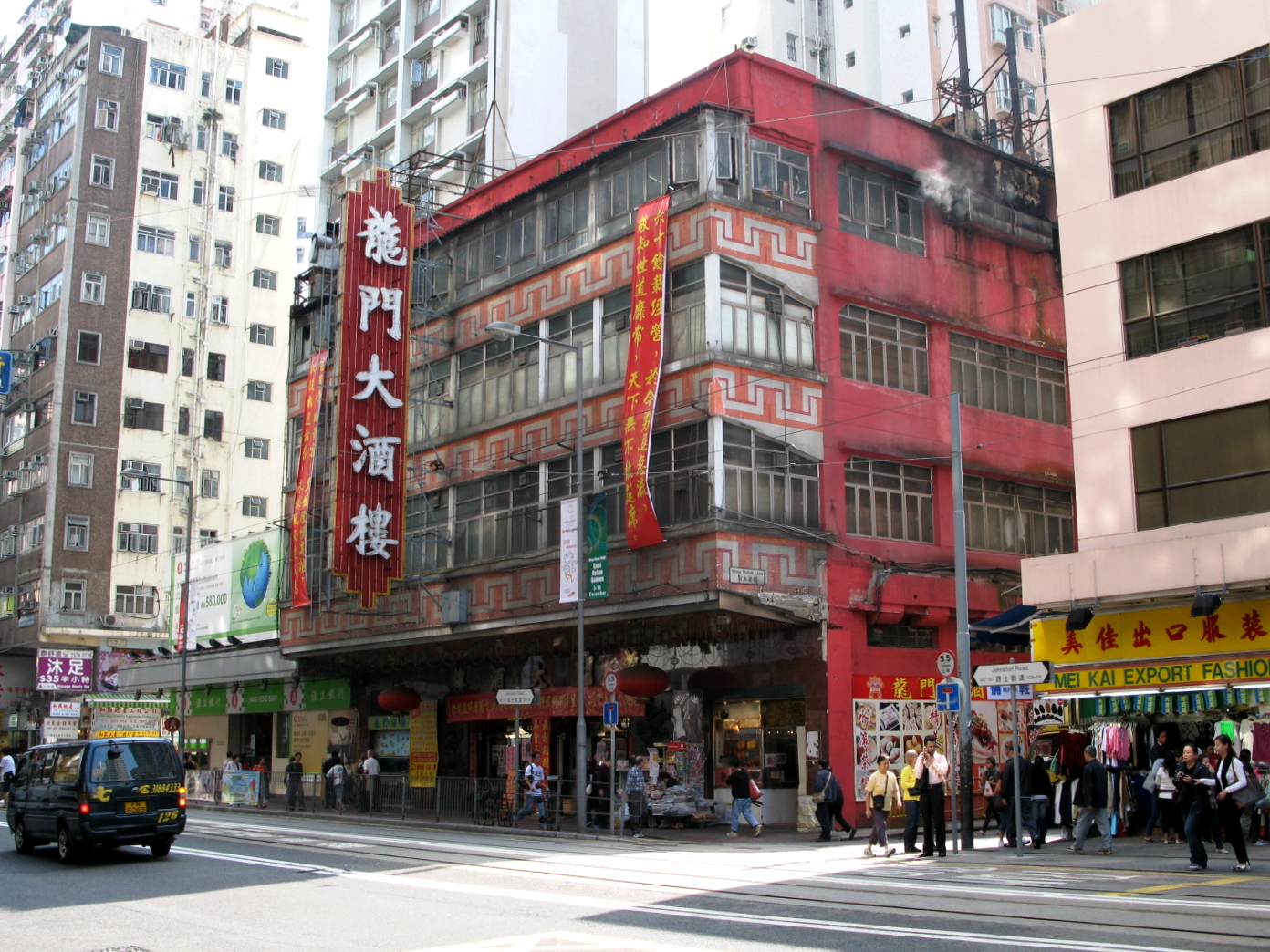
龍門大酒樓外觀

龍門大酒樓，早期又名龍鳳茶樓，是香港的一家老字號的茶樓，是最早有冷氣的酒樓，位於香港島灣仔莊士敦道130至136號，店舖佔地約4,300呎。龍門大酒樓在50至70年代時與鄰近大有大廈的龍圖酒樓，及對街的龍團酒樓，合稱「三龍」。可惜酒樓終不敵時代衝擊，於2009年7月以約4億元易手，11月30日結業。

## 歷史

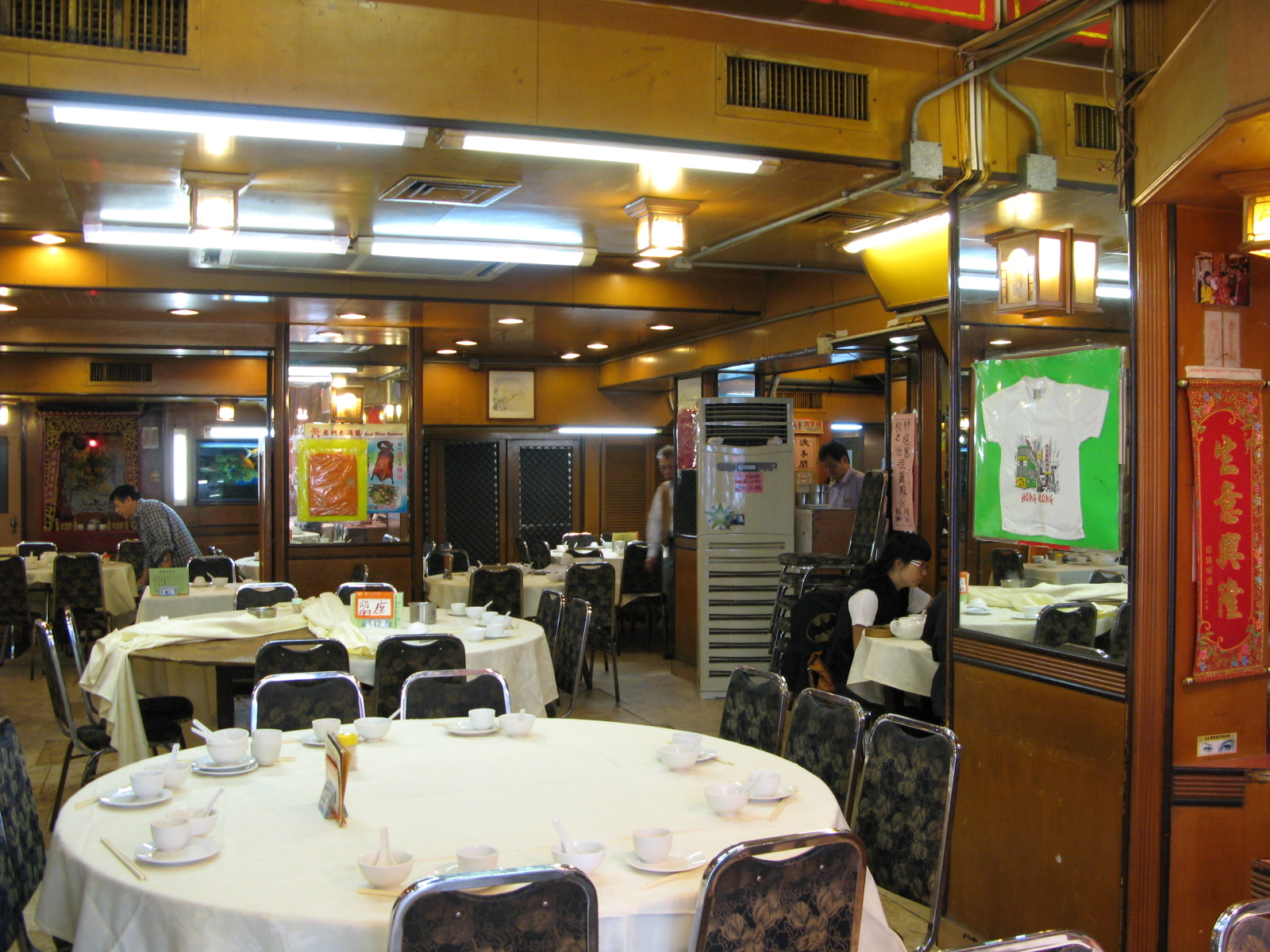
酒樓地下

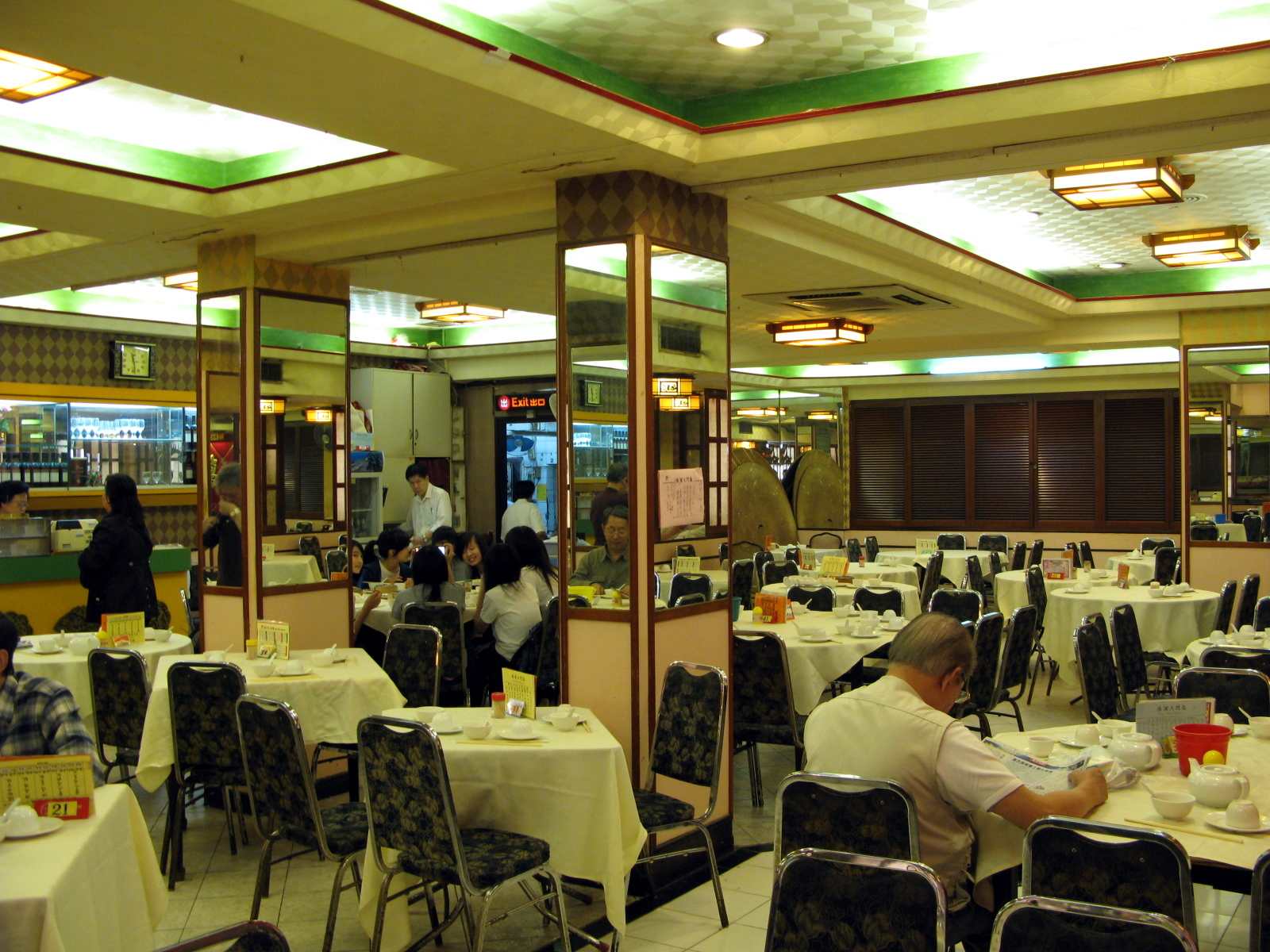
酒樓二樓

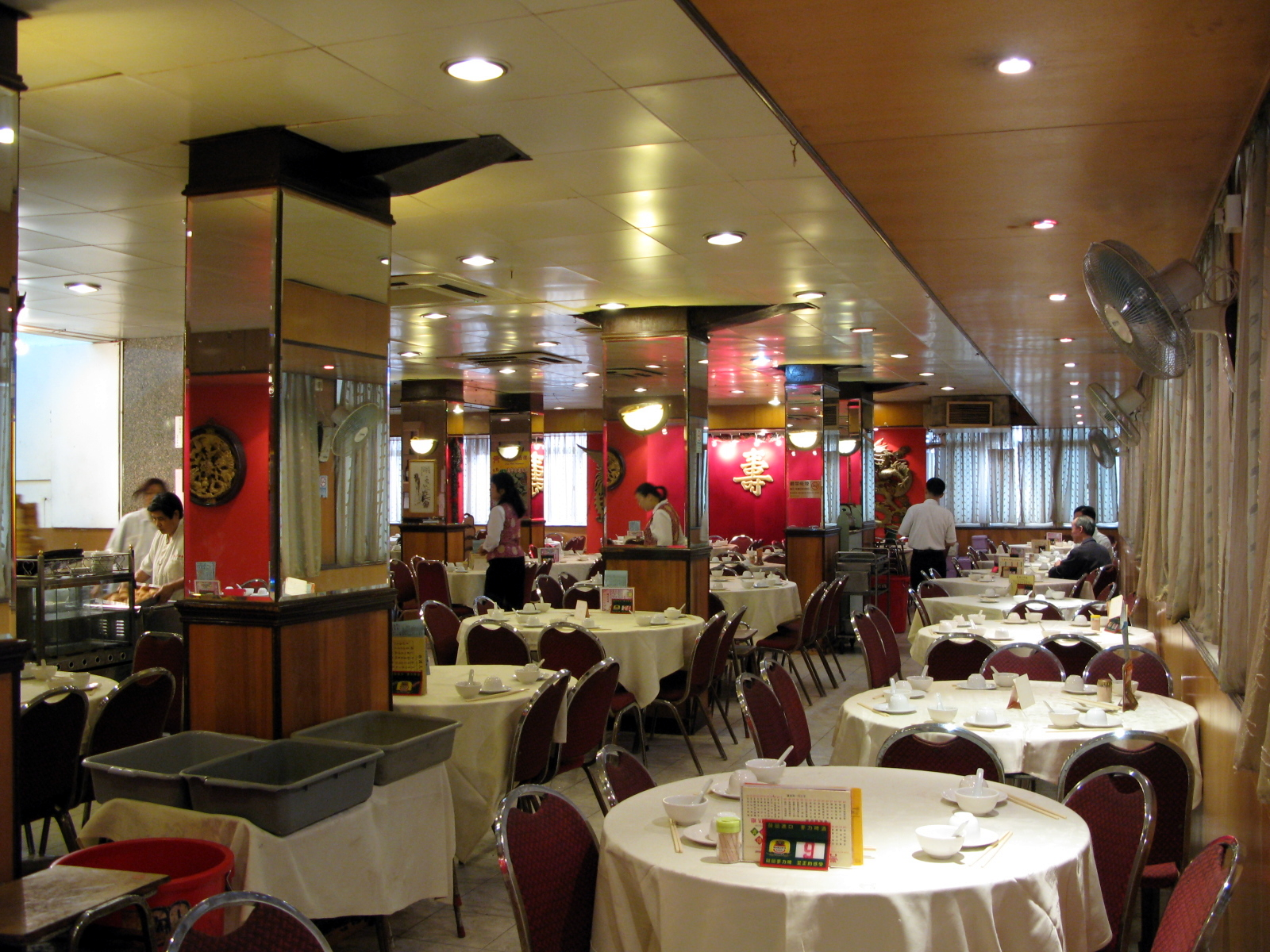
酒樓三樓

龍門大酒樓於1949年開業，由老闆謝舜良聯同兩名股東創立，前身名為「龍鳳酒樓」，到50年代就改名「龍門茶樓」。其後由謝氏家族於1973年以350萬元購入該酒樓，改名「龍門大酒樓」，寓意「一登龍門，聲價十倍」。在50、60年代，冷氣機與風扇仍未普及，龍門的座位已分等級，舒適涼快的樓上雅座收費較貴，一般食客惟選擇二樓與閣樓。酒樓於七、八十年代為高峰期，是灣仔三行工人的聚集地，他們靠在這裏互通搵工資訊，因應不同的工種而自成一國聚集。此外，歌壇、棋壇都會在該處舉辦宴會，酒樓更24小時營業，每月之營業額曾達270萬港元，員工達百多人。不過到了九十年代，由於舊區老化及舊街坊遷出，舊式酒樓風光不再，結業前每月營業額只有百多萬元，人手也減少至約60多人。

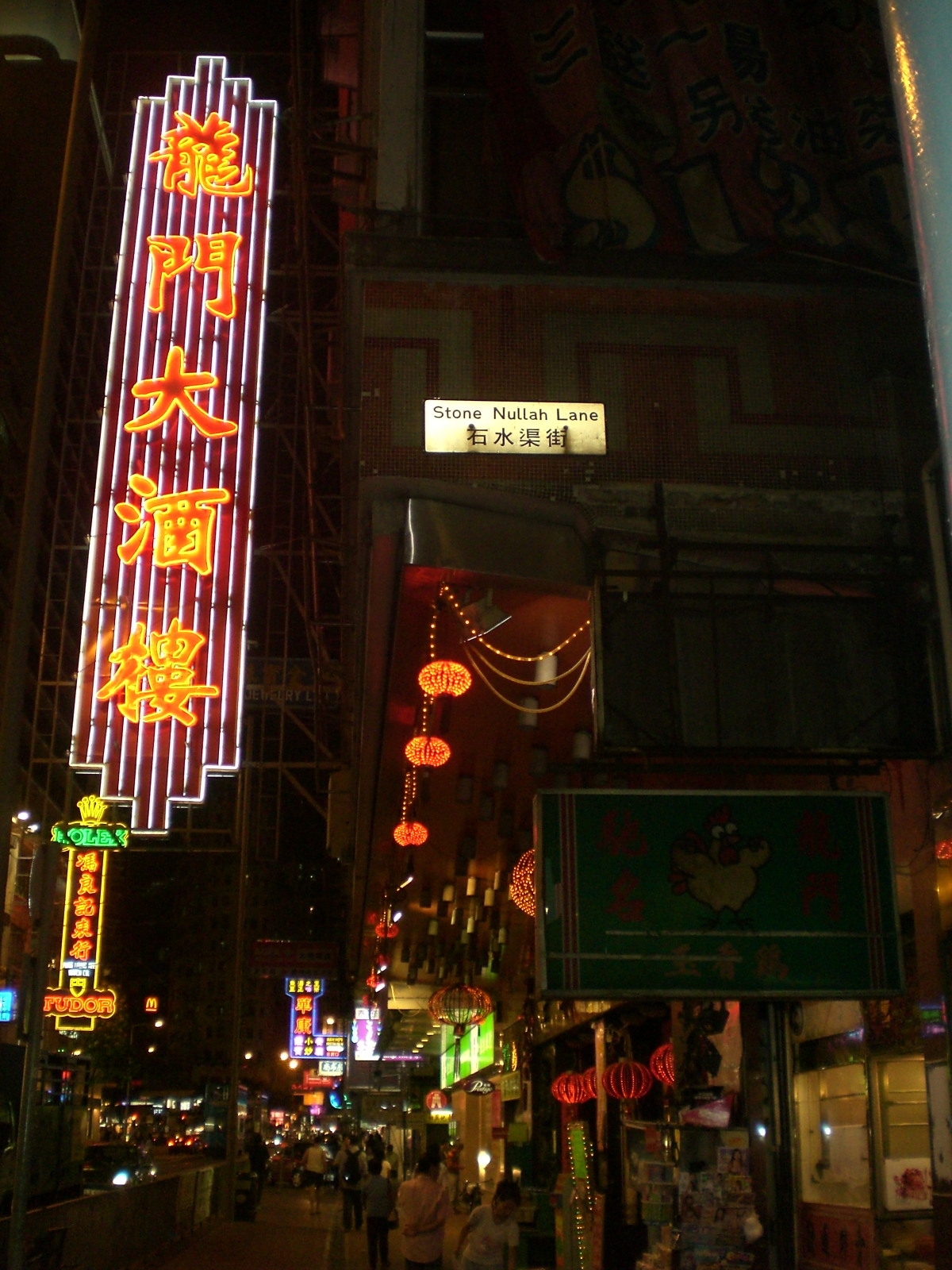
晚間亮起的霓虹燈招牌

## 售出酒樓
資深投資者「藥房張」張偉強，於2009年7月以4.2億元購入灣仔莊士敦道龍門大酒樓舖址，同年9月再獲投資者羅家寶以6.6億元承接。消息經流傳後，不少市民亦專程到酒樓緬懷一番。酒樓於2009年中秋節的訂檯情況，更較去年增加兩成，酒樓更特別加推數百盒月餅應市。酒樓更於11月30日筵開三十七圍的「龍門夜宴」，吸引500名市民及老主顧，到場緬懷一番。

## 店舖陳設
龍門為一幢傳統4層高的單幢舊式茶樓，每層超過3,000多呎，分為地下、閣樓、2樓、3樓為堂座、4樓則是出品部。當時酒樓或茶居一般都沒冷氣及風扇，龍門則是全港最早安裝冷氣的茶樓，由於樓上較為舒適稱為雅座，茶價亦較貴。而傳菜用的食物升降機當時尚未面世，茶樓侍應就拿着水煲不斷上落樓梯為茶客添水、「點心妹」則把食物以盤揹在身上，上落各層樓叫賣。
店內的懷舊裝飾更別具歷史價值，包括第一代收銀機、懸掛天花的大紅宮燈、篆書寫成的「龍門」寶號、酒樓門前兩側一對寓意「龍門」的銅鑄龍雕、《三英戰呂布》木雕、1949年開業女招待舊照、古老的樓梯及滄桑的地毯等。

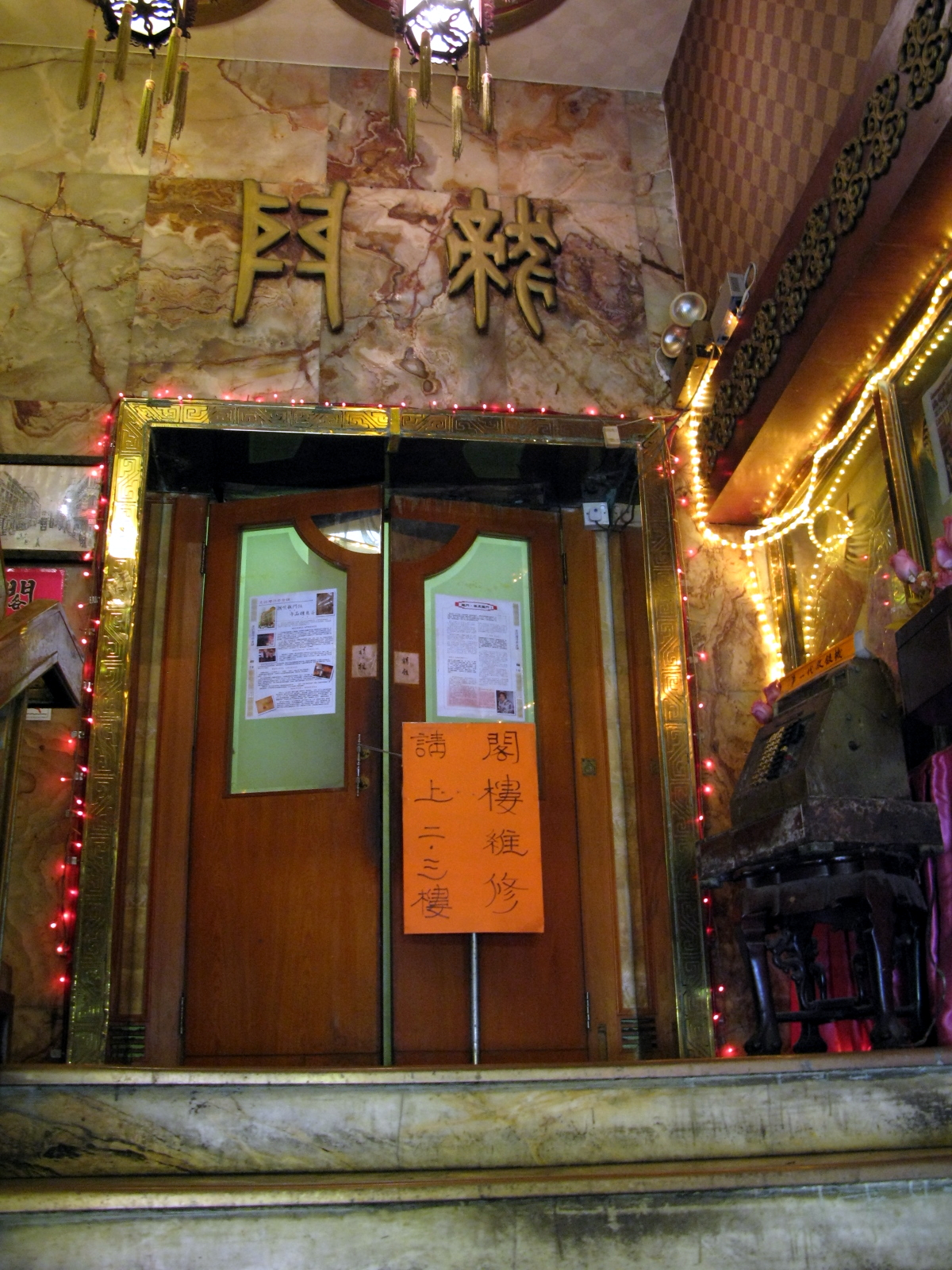
「龍門」寶號
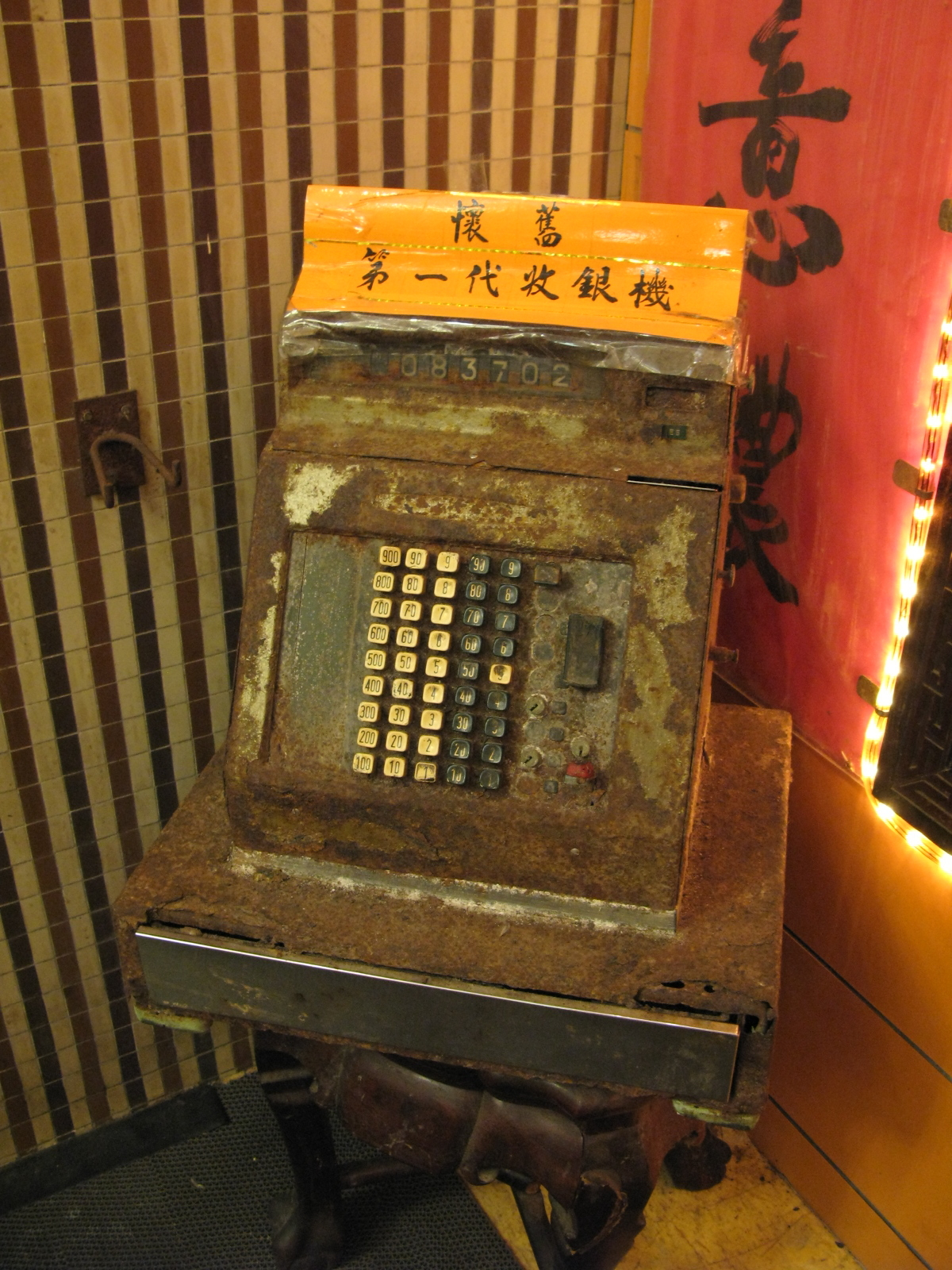
第一代收銀機
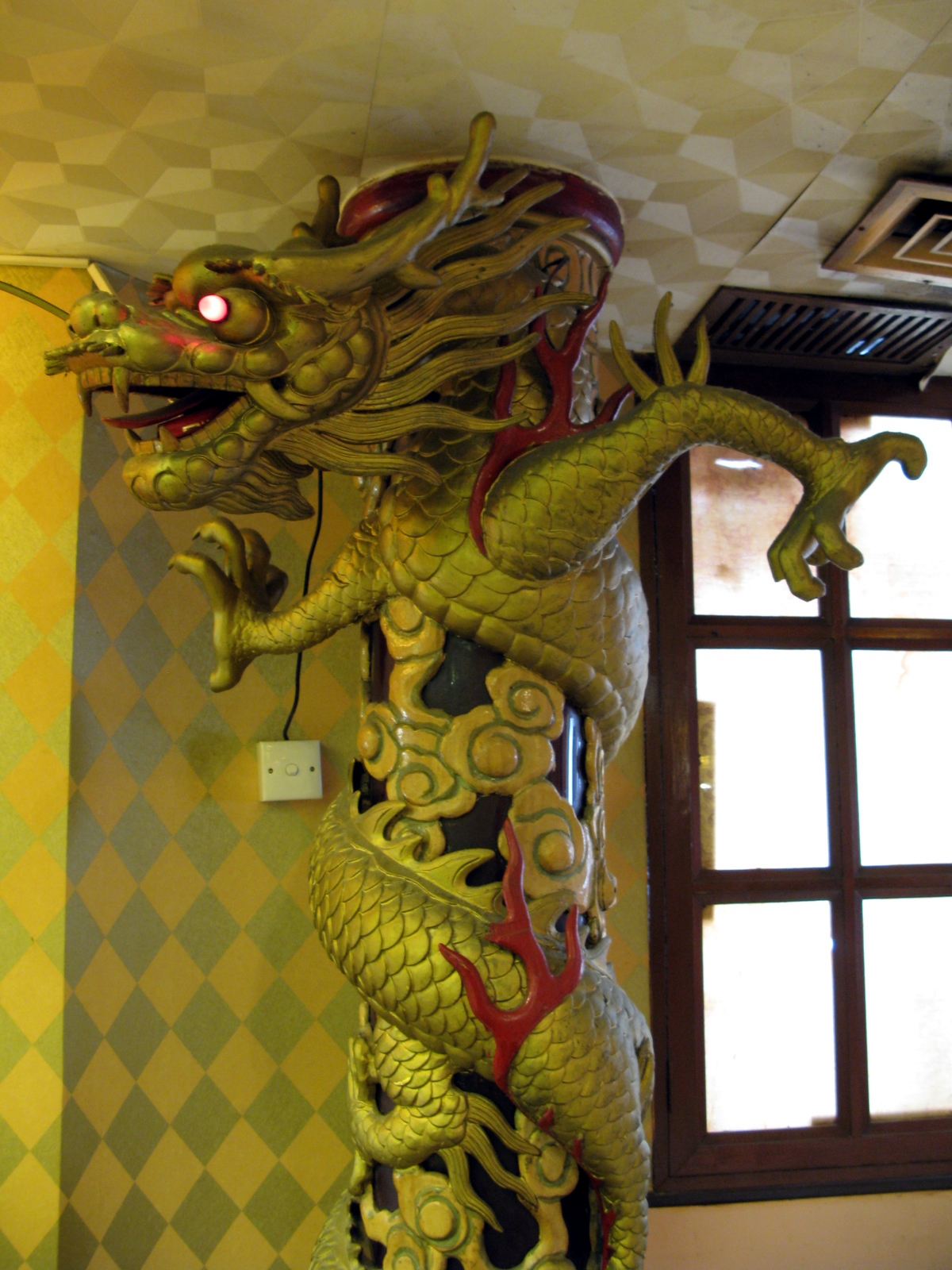
「龍門」銅鑄龍雕
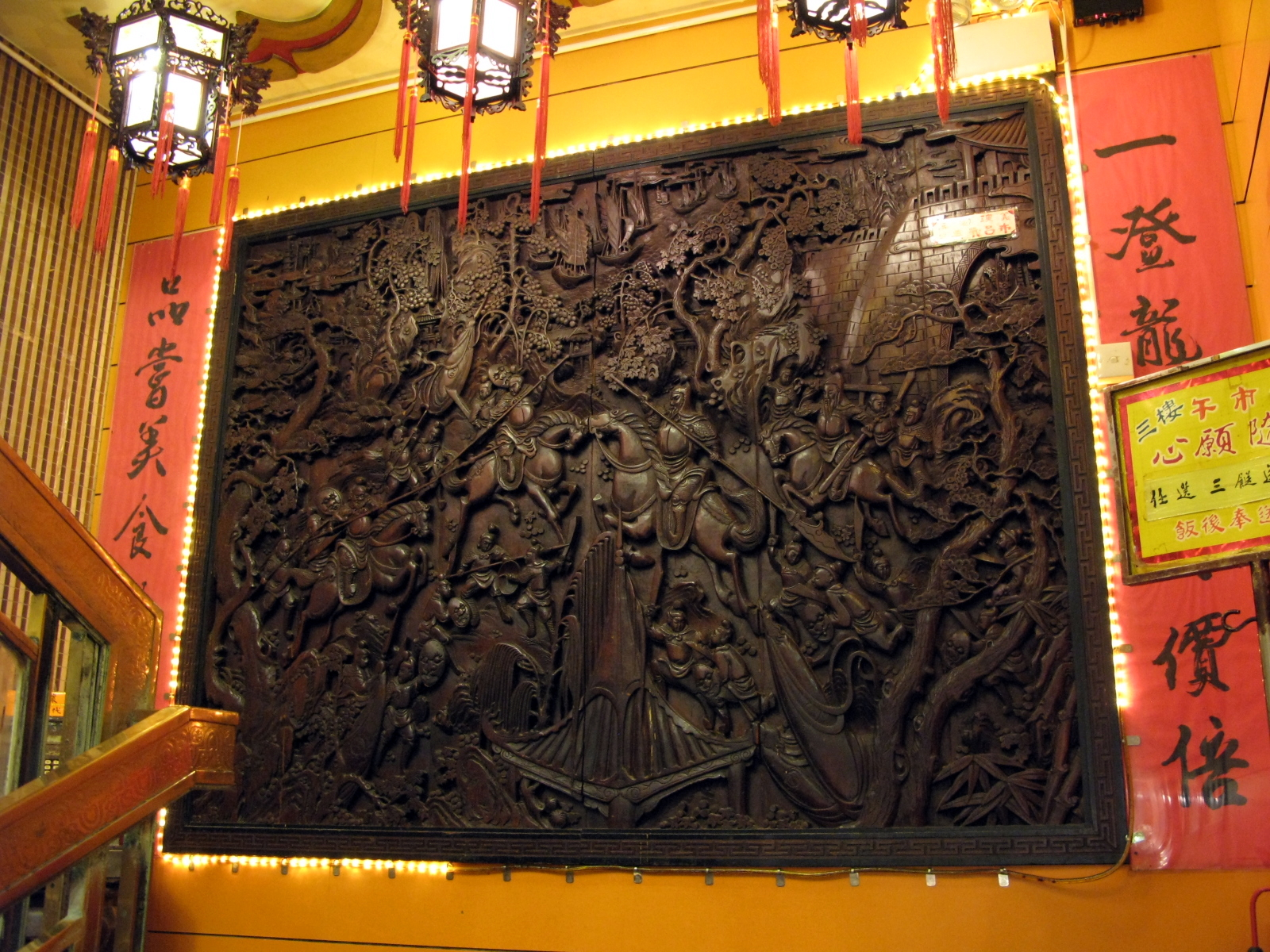
《三英戰呂布》木雕
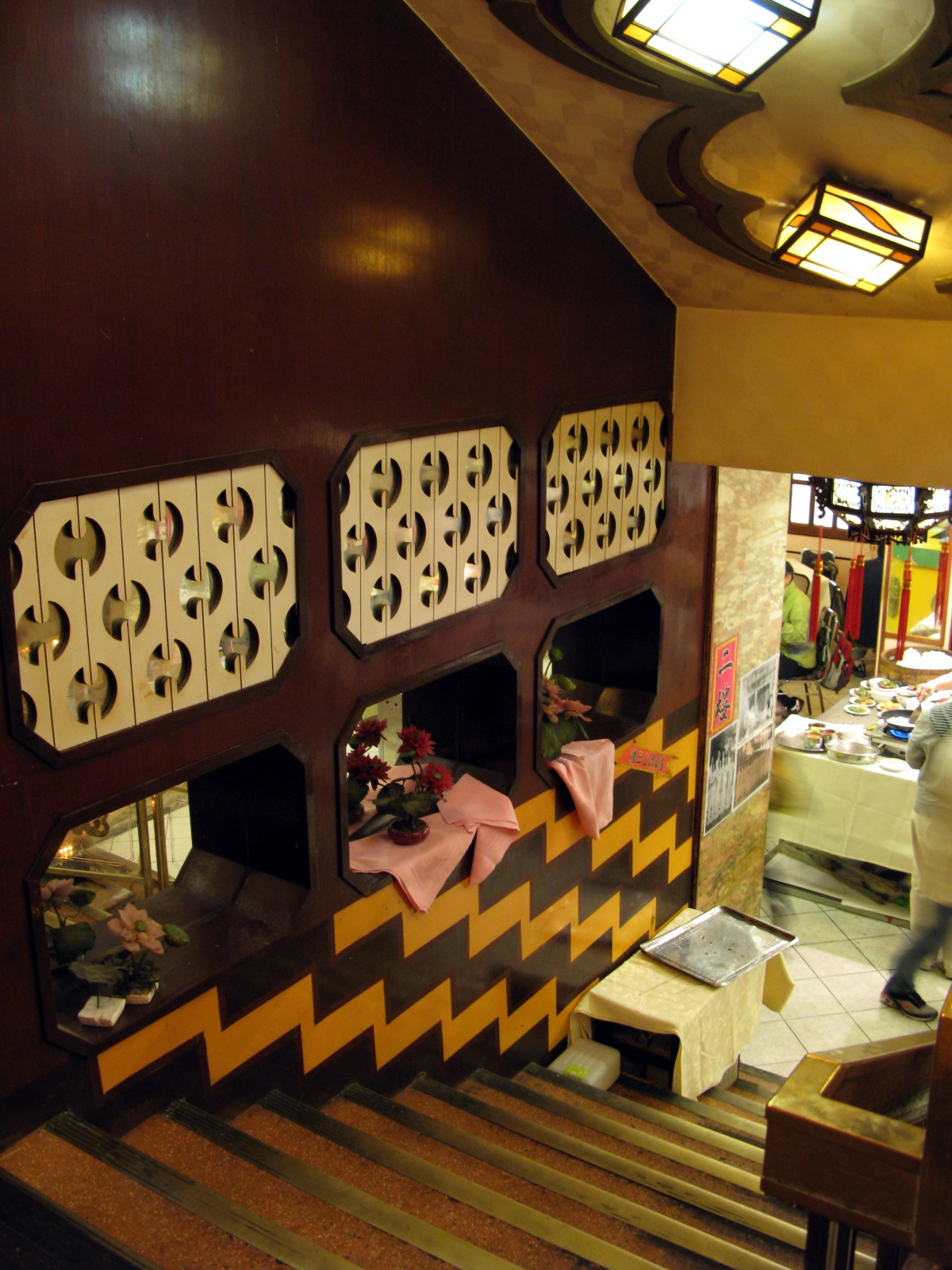
酒樓古老的樓梯

## 招牌菜
龍門招牌菜是炭燒燒味，因為老牌酒樓仍持有炭燒爐牌照，用炭火燒的燒味，有一股獨特的炭香味，特別是燒鵝和叉燒，每日賣出近600斤。大包也只限在早茶時段推出，不消一會便售罄。

## 未來發展

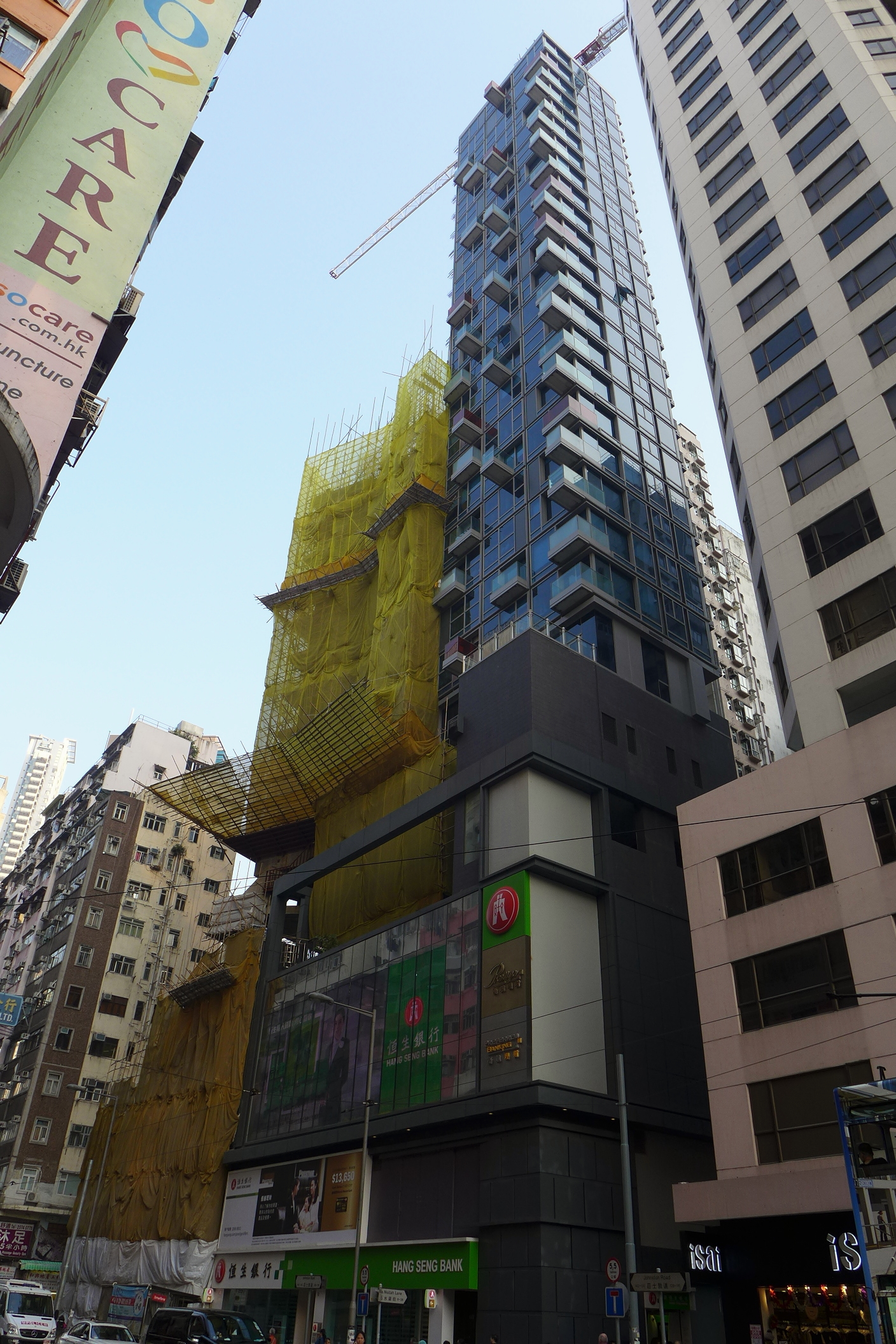
2015年11月地盤面貌

龍門大酒樓於2009年7月以約4億元易手，9月再獲投資者羅家寶以6.6億元承接。酒樓佔地約4,300平方呎，若重建住宅，地積比率約8倍，可建樓面近32,000平方呎。原址擬建成商住物業，地下3至4層為商場，樓上將興建約22層高的住宅物業，可興建80間開放式住宅單位，每間面積約400平方呎。
投資者羅家寶持有地鋪及商業樓面，CHI集團持有樓上住宅單位，物業由張偉強負責重建，他並持有地盤部分權益。
2012年4月將與隔鄰恒生莊士敦道大廈合併發展，最新進展是業主落實分樓，將重建後部分地鋪、1樓及2樓全層分予恒生銀行，以換取重建後的住宅樓面。

## 鄰近
- 譚臣道
- 石水渠街
- 修頓球場
- 莊士敦道130號
- 港鐵灣仔站A3出口